# Thư Thanh Hữu
Thư Thanh Hữu (tiếng Trung: 舒清友; sinh tháng 9 năm 1955) là Trung tướng Không quân Quân Giải phóng Nhân dân Trung Quốc (PLAAF). Ông hiện là Phó Chính ủy Chiến khu Tây bộ kiêm Chính ủy Không quân trực thuộc Chiến khu Tây bộ Quân Giải phóng Nhân dân Trung Quốc.

## Thân thế và binh nghiệp
Thư Thanh Hữu sinh tháng 9 năm 1955, người Kiều Giang, huyện Tự Phổ, tỉnh Hồ Nam. Ông tốt nghiệp chuyên ngành chỉ huy tác chiến tại Học viện Chỉ huy Không quân Quân Giải phóng Nhân dân Trung Quốc. Thư Thanh Hữu nhập ngũ năm 1973, từng đảm nhiệm chức vụ Chính ủy Sư đoàn 34 Lực lượng hàng không, Không quân Quân Giải phóng Nhân dân Trung Quốc.
Năm 2009, Thư Thanh Hữu giữ chức Phó Chủ nhiệm Cục Chính trị Không quân Quân Giải phóng Nhân dân Trung Quốc.
Năm 2013, Thư Thanh Hữu được bầu làm Đại biểu Nhân đại toàn quốc (Quốc hội Trung Quốc) khóa XII, nhiệm kỳ 2013—2018.
Tháng 1 năm 2013, Thư Thanh Hữu được bổ nhiệm giữ chức Phó Chính ủy Quân khu Thành Đô kiêm Chính ủy Không quân trực thuộc Quân khu Thành Đô. Tháng 7 năm 2014, ông được phong quân hàm Trung tướng Không quân.
Tháng 2 năm 2016, Chủ tịch Quân ủy Trung ương Tập Cận Bình ra tuyên bố giải thể 7 đại Quân khu gồm Bắc Kinh, Thẩm Dương, Tế Nam, Nam Kinh, Quảng Châu, Lan Châu và Thành Đô để thiết lập lại thành lập 5 Chiến khu, Thư Thanh Hữu được bổ nhiệm làm Phó Chính ủy Chiến khu Tây bộ kiêm Chính ủy Không quân trực thuộc Chiến khu Tây bộ Quân Giải phóng Nhân dân Trung Quốc.